# Buurt over Ouderkerk

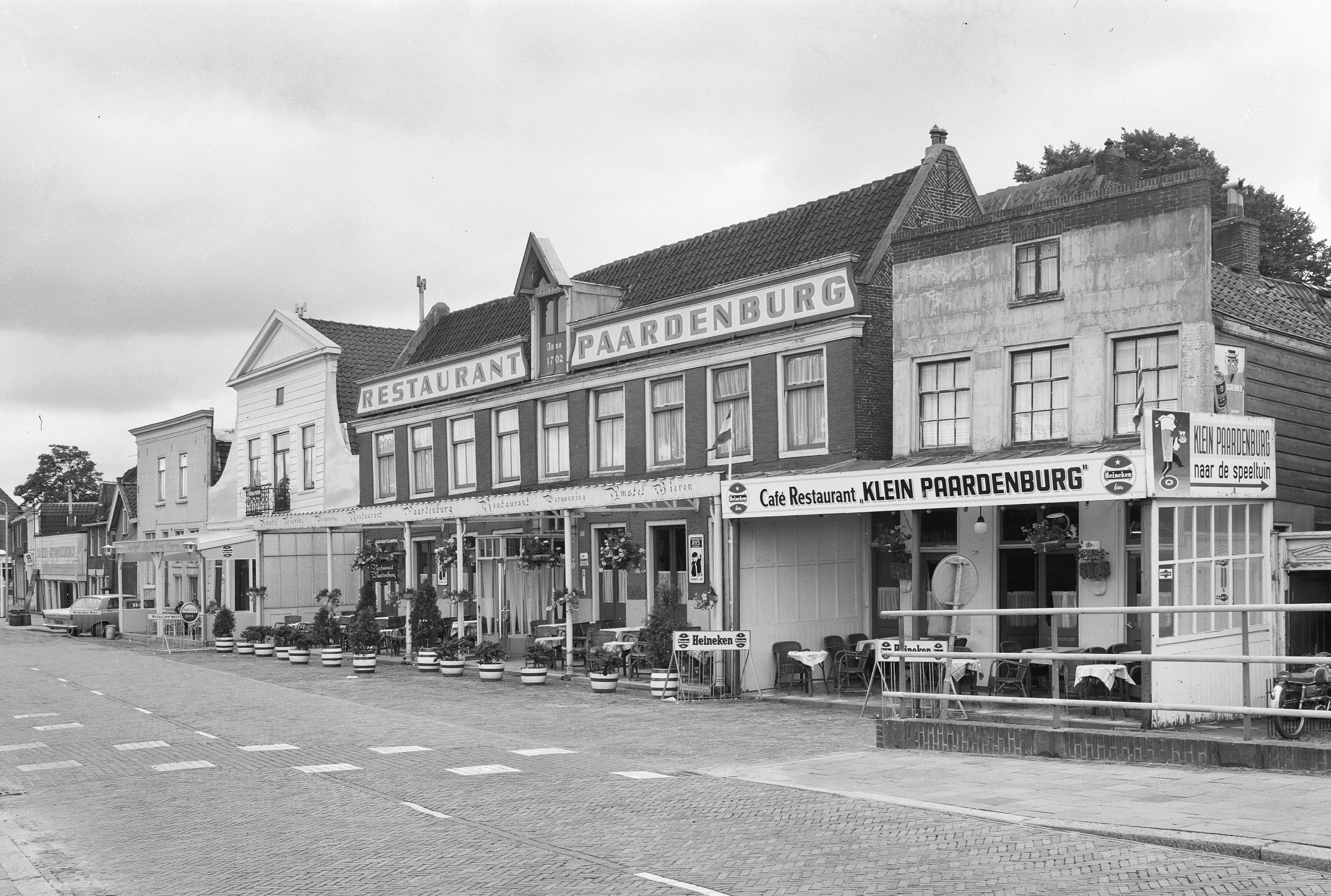
Amstelzijde 47-59 in de Buurt over Ouderkerk; 1965.

Buurt over Ouderkerk is sinds 2009 een beschermd dorpsgezicht in de gemeente Amstelveen. De naam verwijst naar het dijkbuurtje op de westoever van de Amstel waar vroeger trekschuiten en turfschepen aanmeerden en reizigers en menners van de trekschuitpaarden de hier gelegen uitspanningen bezochten.
Op deze locatie moesten veel boten voor de brug wachten en afslaan, de zijrivier Bullewijk in richting Utrecht.
De Buurt over Ouderkerk was het westelijke deel, aan de linkeroever van de Amstel, van het dorp Ouderkerk aan de Amstel, dat in Nieuwer-Amstel, tegenwoordig de gemeente Amstelveen, lag. Tegenwoordig is de officiële plaatsnaam voor deze buurt niet meer 'Ouderkerk', maar 'Amstelveen'.